# Roger Vivier
Roger Henri Vivier (Parigi, 13 novembre 1907 – Tolosa, 2 ottobre 1998) è stato uno stilista francese celebre per le sue calzature con tacco.

## Biografia

### Primi anni ed educazione

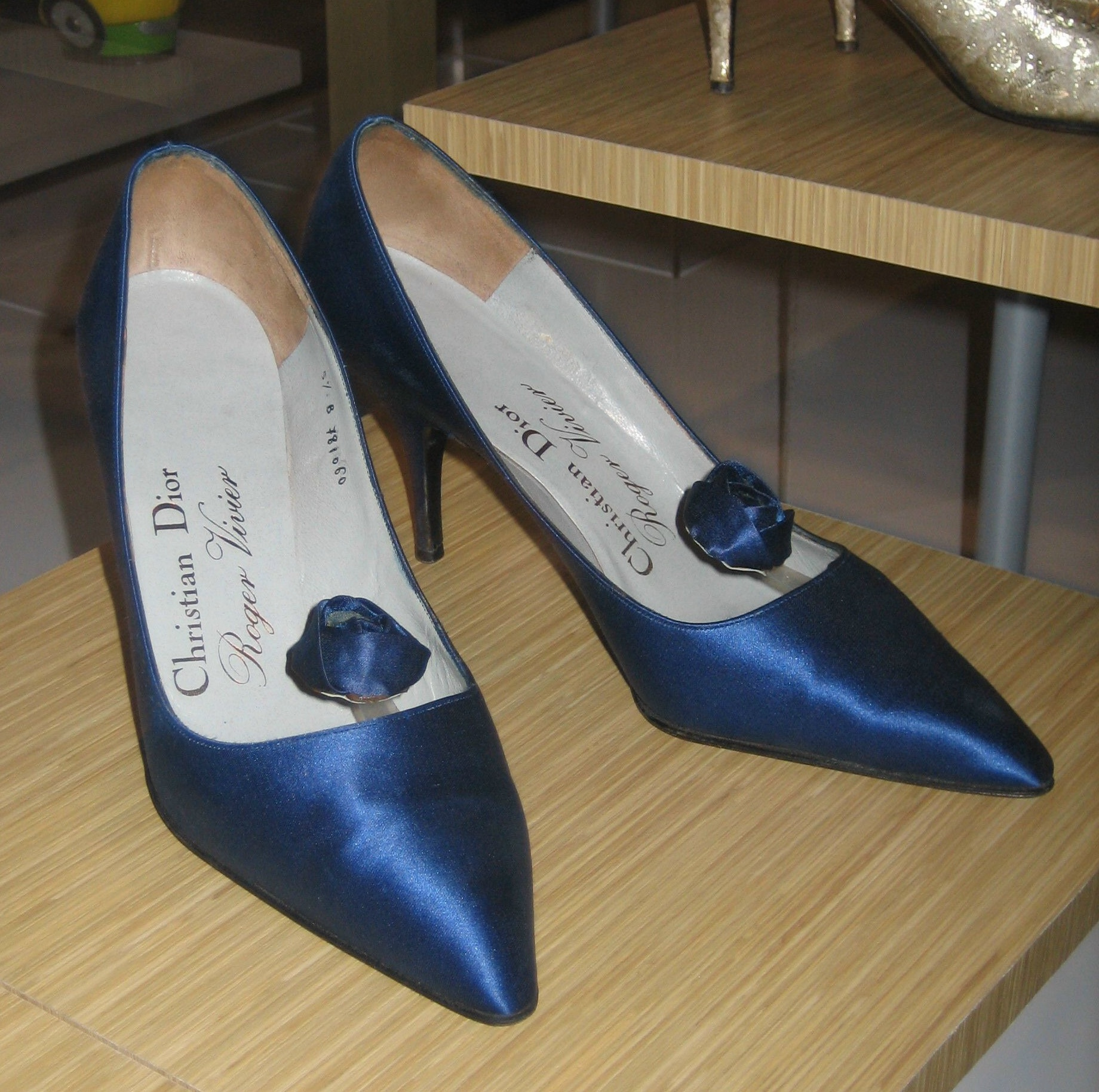
Scarpe di Vivier realizzate per Christian Dior

Nato a Parigi nel 1907 e orfano all'età di nove anni, Vivier ha studiato scultura all'École des Beaux-Arts di Parigi e le sue composizioni mostrano una preoccupazione per la forma e la texture caratteristiche di uno scultore. formatosi in belle arti negli USA, Vivier realizzò le sue prime scarpe rialzate per Elsa Schiaparelli nel 1937.

### Carriera
Nel 1954 lanciò le sue calzature con tacchi a spillo, supportate da un'asticella in acciaio. Benché le scarpe con tacco non siano una sua invenzione (esse comparirono già alla fine del diciannovesimo secolo nel contesto del fetish), a Vivier viene attribuito il merito di averne lanciato la moda. Vivier è stato definito il "Fragonard della scarpa" e "il Fabergé delle calzature".
Molte celebrità come Ava Gardner, Gloria Guinness e i Beatles erano tutti clienti di Vivier. Egli progettò le scarpe indossate dalla regina Elisabetta II il giorno della sua incoronazione (1953).
Vivier realizzò delle scarpe per Christian Dior dal 1953 al 1963. Oltre alle scarpe con tacco a spillo ideò quelle con tacco "a virgola" oltre ad altri modelli decorati con seta, perle, perline, pizzo, appliqué e gioielli. Le sue calzature con fibbia cromata sulla pompa nera divennero un'icona della moda negli anni cinquanta e sessanta e sono state indossate da molte celebrità.
Negli anni sessanta Vivier progettò stivali alti in raso di seta ingioiellati, e stivali da sera alti e neri in maglia elastica nera con perline. Forse il suo stivale più conosciuto è quello in coccodrillo nero con tacco basso, alto fino alla coscia, che produsse per la collezione autunno 1963 di Yves Saint Laurent, da abbinare a un completo Saint Laurent nero in stile "era spaziale" composto da collant, giubbotto scamosciato, giacca in cirè corta, e un copricapo simile a un casco dotato di visiera, berretto e cappuccio. Gli stivali che facevano parte del completo erano una variante di un progetto che Vivier aveva precedentemente realizzato per una performance de Il lago dei cigni con Rudol'f Nureev. Le scarpe più celebri da lui realizzate nel decennio sono però le Pilgrim, con tacco basso e fibbie d'argento, da abbinare ai vestiti della collezione Mondrian di Yves Saint Laurent del 1965. Esse vennero indossate da Catherine Deneuve nel film Bella di giorno, ebbero grande eco mediatica e vennero emulate da molti altri.
Vivier ha fatto da mentore al designer di moda francese Christian Louboutin, noto anche per i suoi tacchi rossi di alta gamma. Louboutin ha fatto uno stage per il marchio nel 1988, dicendo del designer: "È diventato il mio mentore. Rappresentava l'incarnazione del parigino elegante, distinto, cortese."

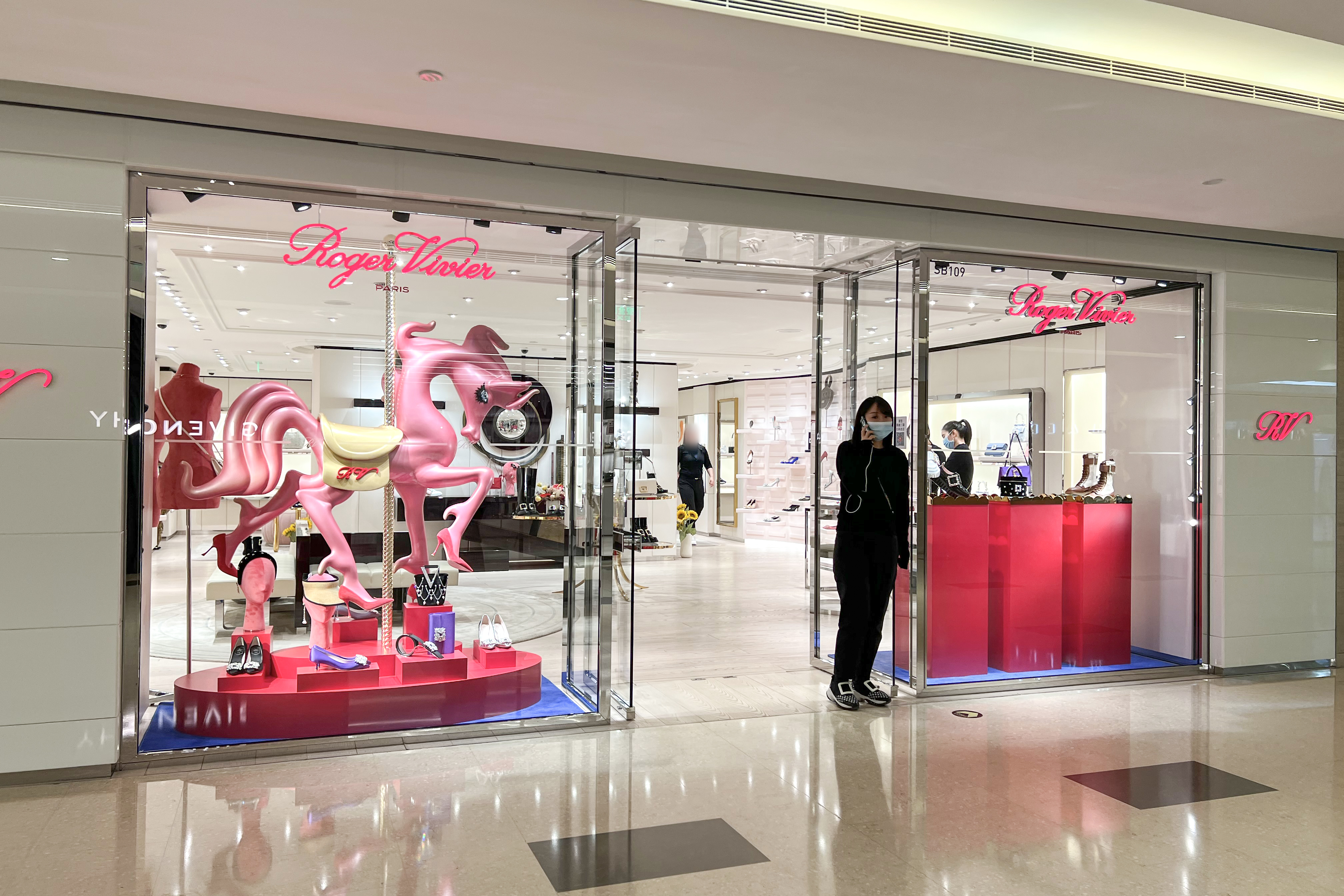
Boutique Vivier a Beijing, in Cina

Dal 2006 il marchio Vivier è di proprietà dell'azienda Tod's di Diego Della Valle. 

### Morte
Vivier è spirato nel 1998 all'età di novant'anni. Le sue scarpe sono esposte nel Costume Institute del Metropolitan Museum of Art di New York, nel Victoria and Albert Museum di Londra, nel Bata Shoe Museum di Toronto e nel Musée de la mode et du textile del Louvre.